# Fatal Influence
Fatal Influence es un stable heel de lucha libre profesional de la empresa WWE en la marca NXT, conformado por Fallon Henley, Jazmyn Nyx, Jacy Jayne.
El grupo fue fundado en 2024 durante una contienda de Henley versus Sol Ruca, estas dos atacando a Ruca durante y después del combate. Esta unión nace como una respuesta ante el apoyo, por parte de NXT, a contratados por WWE Performance Center con antecedentes en otros deportes y/o medios en vez de a los luchadores;Henley y Jayne como las líderes, y Nyx tomándolas como ejemplo a seguir.
Dentro de sus logros, está el haber ganado el Campeonato Femenino de NXT (Jayne) y el Campeonato Norteamericano Femenino de NXT (Henley).

## Campeonatos y logros
- WWE
  - NXT Women's Championship (1 vez, actual) — Jayne
  - NXT Women's North American Championship (1 vez) [2]— Henley.

- TNA
  - TNA Knockouts World Championship (1 vez, actual) — Jayne